# Rallye de l'Acropole 1972
Le Rallye de l'Acropole 1972 (20e Rallye Acropolis), disputé du 25 au 28 mai 1972, est la vingt-et-unième manche du Championnat international des marques (IRC) courue depuis 1970 et la cinquième manche du Championnat international des marques 1972.

## Contexte avant la course

### Le championnat international des rallyes pour marques
Alors que le championnat d'Europe des rallyes pour conducteurs fut créé en 1953, ce n'est que quinze ans plus tard, en 1968 qu'apparut le championnat d'Europe des rallyes pour marques (ERC), Ford devenant cette année-là le premier constructeur titré dans la discipline. En 1970, le championnat devint intercontinental et fut rebaptisé championnat international des rallyes pour marques (IRCM) en intégrant une épreuve africaine, le Safari, le Rallye du Maroc venant s'ajouter à son calendrier dès l'année suivante. Le calendrier 1972 comprend dix manches (sept en Europe, deux en Afrique et une en Amérique du Nord). Le barème d'attribution des points vient d'être modifié, correspondant à celui prévu pour le futur championnat du monde des rallyes qui sera mis en place en 1973. Les épreuves sont réservées aux catégories suivantes :
- Groupe 1 : voitures de tourisme de série
- Groupe 2 : voitures de tourisme spéciales
- Groupe 3 : voitures de grand tourisme de série
- Groupe 4 : voitures de grand tourisme spéciales

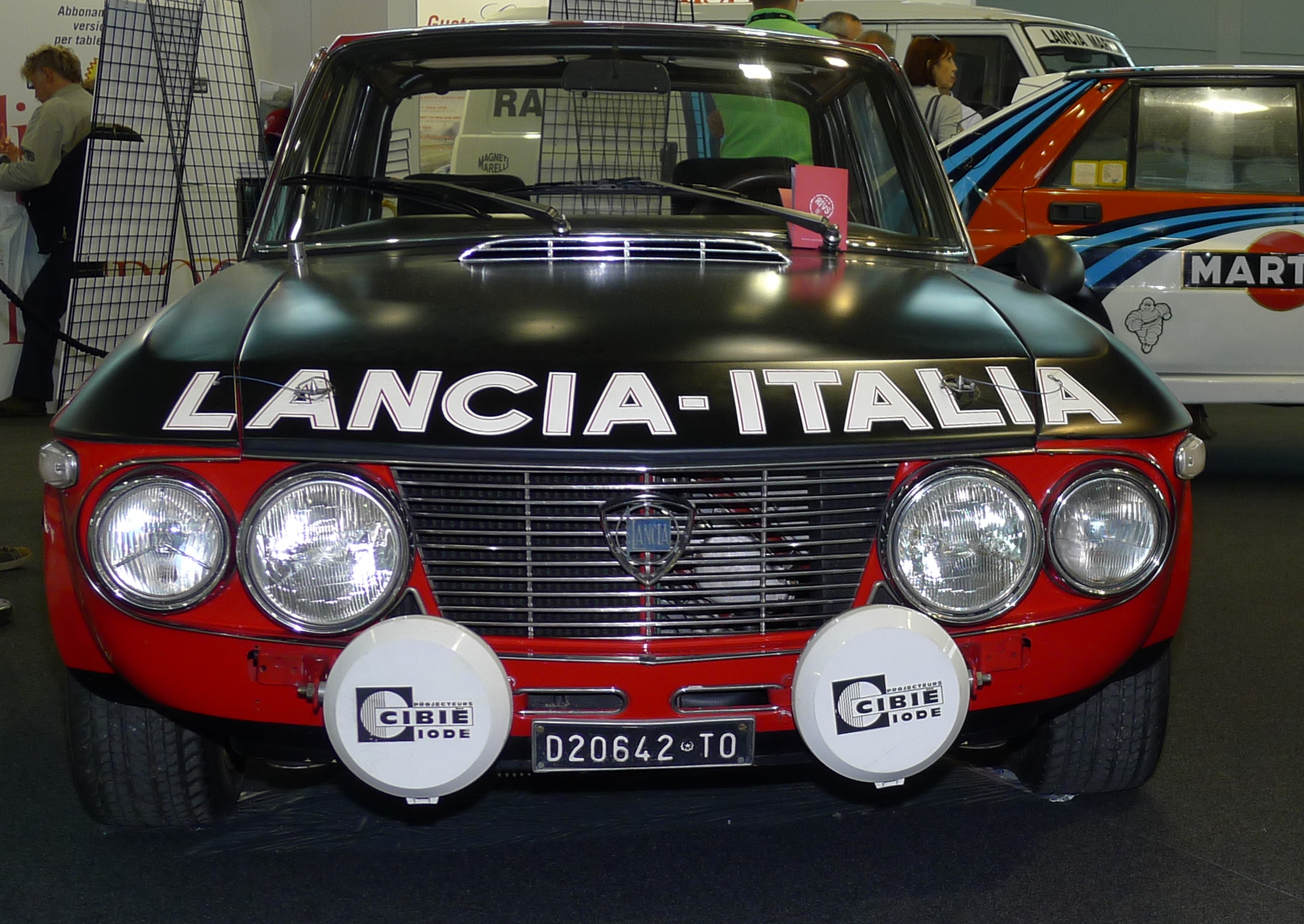
Bien qu'en fin de carrière, la Fulvia HF s'est imposée à Monte-Carlo et au Maroc, permettant à la Scuderia Lancia de figurer en tête du championnat.

Tenant du titre, Alpine-Renault a connu une première partie de saison particulièrement difficile : tant au Rallye Monte-Carlo qu'au Maroc les berlinettes A110 officiellement engagées par le constructeur dieppois ont dominé leurs rivales mais à deux reprises la Scuderia Lancia a profité du manque de fiabilité des voitures françaises pour imposer ses coupés Fulvia HF. La marque italienne, qui avait arrêté le développement de ce modèle en fin de carrière, a désormais de sérieuses chances de remporter le championnat et a étoffé son programme en conséquence, alors qu'a contrario les nombreux problèmes mécaniques ont incité Alpine à limiter ses engagements internationaux.

### L'épreuve
Succédant au Rallye de l'ELPA (Elliniki Leschi Periigiseon kai Aftokinitou, l'Automobile Club de Grèce), le Rallye de l'Acropole fut disputé pour la première fois en 1953. La première édition de cette rude épreuve se déroulant presque exclusivement sur terre fut remportée par la Jaguar XK120 du pilote grec Níkos Papamichaïl. Acquérant rapidement un statut international, ce rallye fut, dès 1956, intégré au calendrier du Championnat d'Europe des rallyes pour conducteurs. Très éprouvant pour les équipages et pour les mécaniques en raison de l'état des pistes rocailleuses, il est généralement considéré comme le plus difficile des rallyes européens. Les deux dernières éditions ont été remportées par Alpine-Renault.

## Le parcours
- départ : 25 mai 1972 d'Athènes
- arrivée : 28 mai 1972 à Athènes

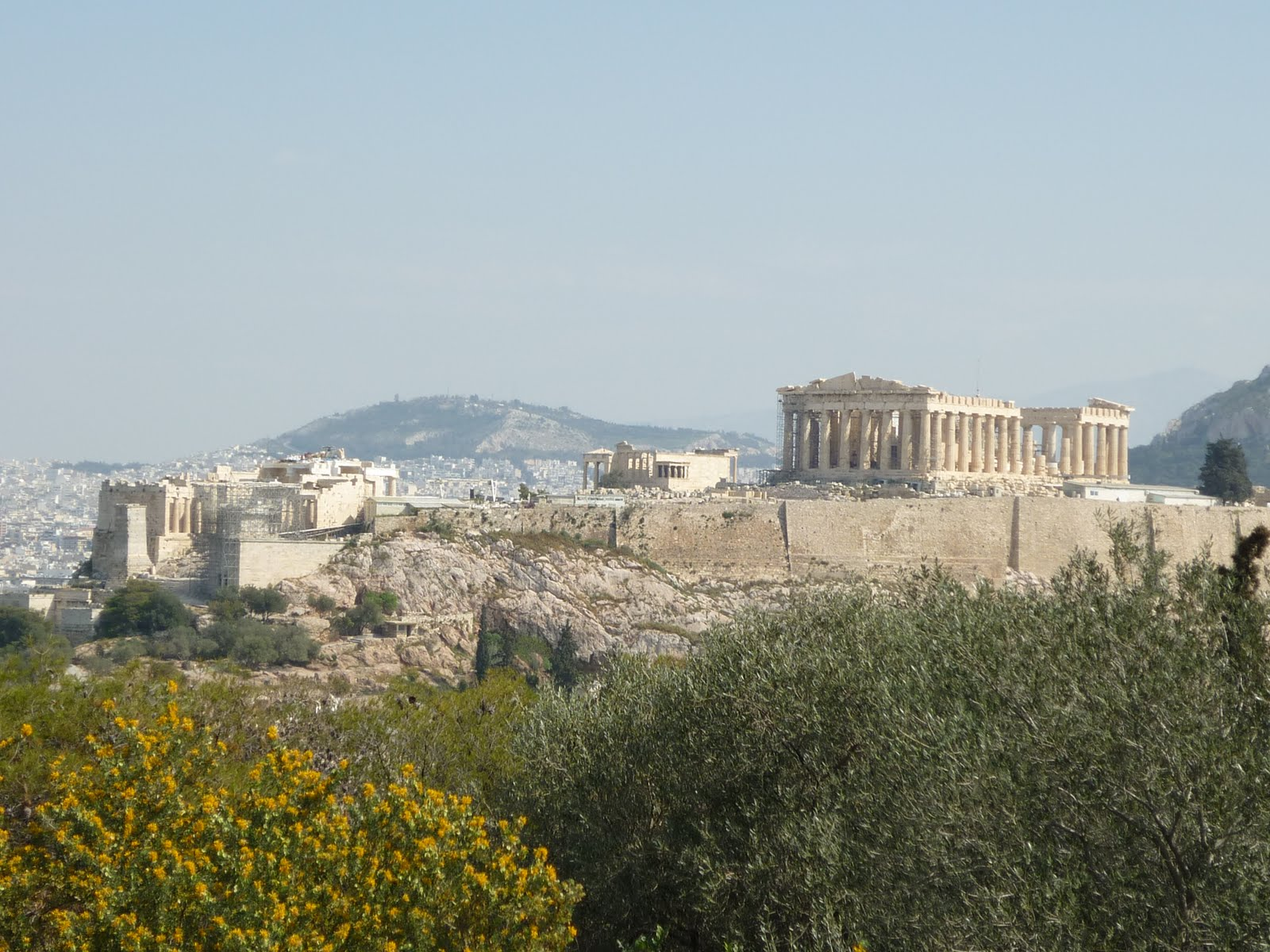
Départ et arrivée auront lieu à Athènes.

- distance : 3 820 km, dont 435,4 sur 34 épreuves spéciales (38 épreuves initialement prévues)
- surface : principalement terre, rares tronçons sur asphalte
- Parcours divisé en deux étapes[2]

### Première étape
- Athènes - Thessalonique - Vólos - Lamia - Loutráki, du 25 au 26 mai
- 26 épreuves spéciales, 348 km (28 épreuves initialement prévues)

### Deuxième étape
- Loutráki - Sparte - Athènes, du 27 au 28 mai
- 8 épreuves spéciales, 87,4 km (10 épreuves initialement prévues)

## Les forces en présence
- Fiat

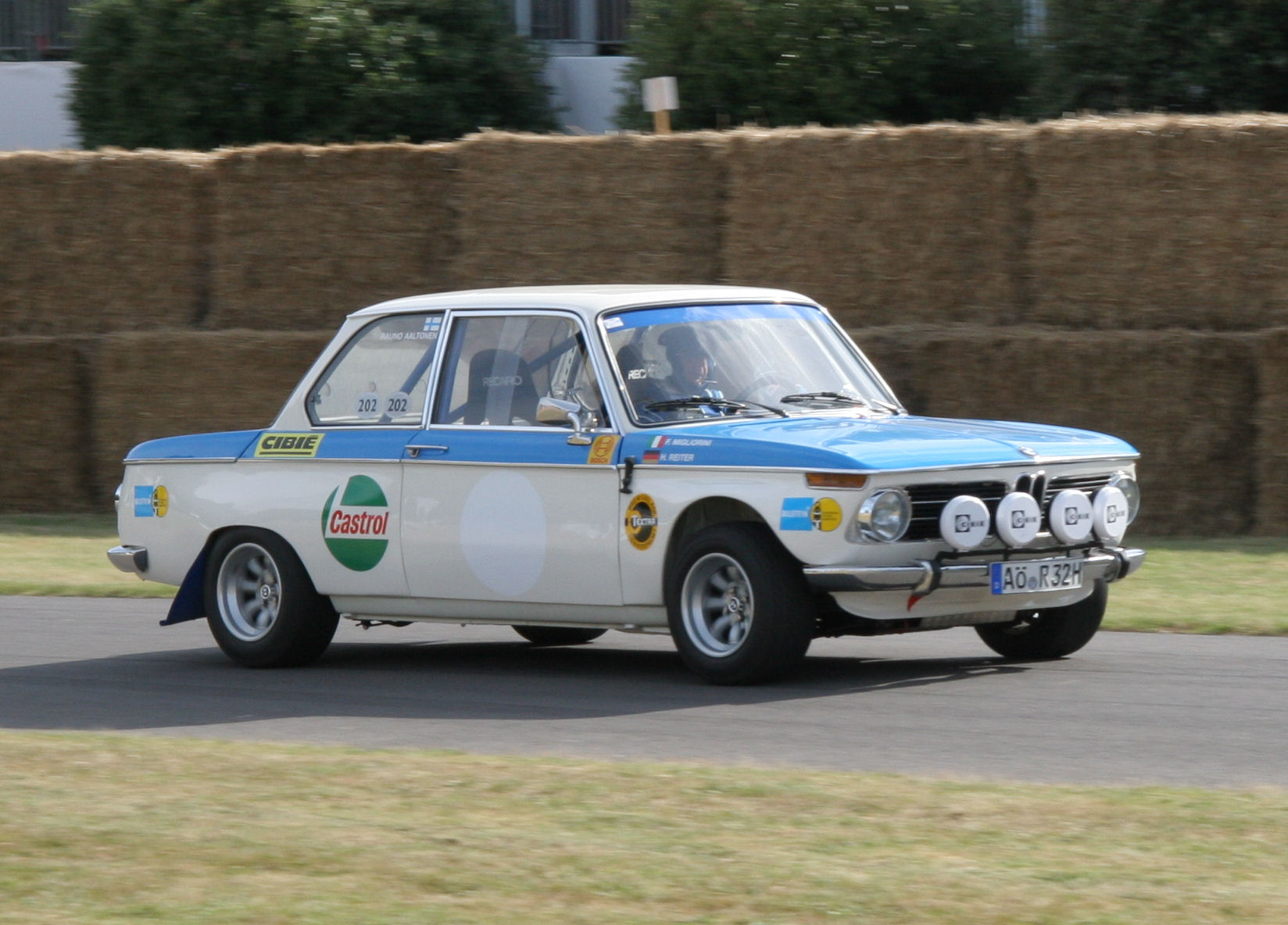
Une BMW 2002 Ti Groupe 2 lors d'une course historique.

Le constructeur italien a engagé trois Fiat 124 Spider Groupe 4 pour Håkan Lindberg/Helmut Eisendle, Luciano Trombotto/Maurizio Enrico et Alberto Smania/Arturo Zanuccoli. Ces voitures à transmission classique pèsent environ une tonne. Leur moteur quatre cylindres de 1608 cm3 a une puissance de 155 chevaux. Elles utilisent des pneus Pirelli.
- Lancia

La Scuderia Lancia aligne deux coupés Fulvia HF Groupe 4 pour les équipages Harry Källström/Gunnar Häggbom et Simo Lampinen/Bo Reinicke. Pesant environ une tonne, les Fulvia sont des tractions animées par un moteur V4 de 1584 cm3, alimenté par deux carburateurs Dell'Orto à double-corps. La puissance maximale est de l'ordre de 160 chevaux à 7000 tr/min. Les deux voitures utilisent des pneus Pirelli.
- BMW

Trois 2002 Ti Groupe 2 officielles sont au départ : celles de Tony Fall/Mike Wood et de Rauno Aaltonen/John Davenport sont patronnées par Sears Roebuck et équipées de pneus de série de fabrication Michelin, distribués par le groupe américain, alors que la troisième voiture, confiée à l'équipage Achim Warmbold/Hans-Joachim Dörfler, est chaussée de pneus Pirelli. Ces berlines «deux portes» pèsent une tonne. Elles sont motorisées par un quatre cylindres de 1990 cm3, alimenté par deux carburateurs double-corps, d'une puissance de 190 chevaux. De nombreux pilotes privés partiront sur des 2002 Ti Groupe 1 (120 chevaux), parmi lesquels Claude Laurent, navigué par son épouse Dominique.
- Saab

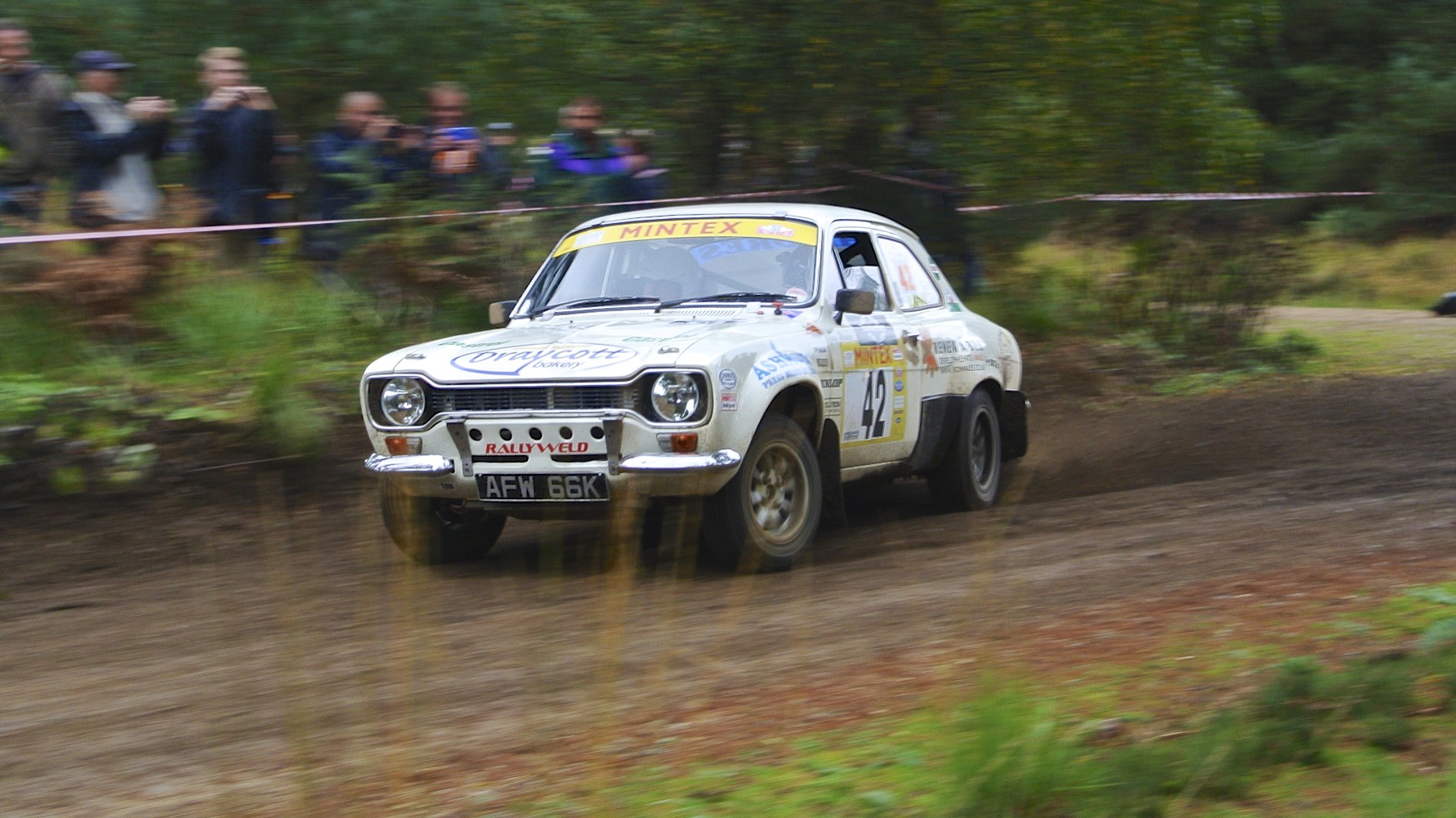
Une Ford Escort RS1600 Groupe 2 lors d'un rallye historique.

Saab Scania a préparé deux coaches 96 Groupe 2 pour Per Eklund/Sölve Andreasson et Stig Blomqvist/Arne Hertz. Ces tractions à moteur Ford V4 de 1842 cm3 alimenté par deux carburateur double-corps Weber ont une puissance de 145 chevaux et pèsent 1050 kg. Les deux voitures sont patronnées par Sears et utilisent des pneus de fabrication Michelin.
- Ford

Sous le patronage de Sears Roebuck, deux Escort RS1600 Groupe 2 ont été engagées. Hannu Mikkola (navigué par Henry Liddon) dispose de celle utilisée par Joginder Singh lors du dernier Safari et Robin Hillyar (secondé par Jim Porter) de celle de Timo Mäkinen. Ces berlines à transmission classique pèsent un peu plus de 900 kg. Leur moteur 'BDA' 1,8 litre fournit 210 chevaux. Les deux voitures utilisent des pneus standard de fabrication Michelin.
- Porsche

Björn Waldegård, navigué par son compatriote Fergus Sager, pilote retrouve la Porsche 911 S Groupe 4 qu'il pilotait au dernier Rallye Monte-Carlo. Préparée par l'usine, elle est engagée par Sears Roebuck et chaussée de pneus manufacturés par Michelin. Son moteur six cylindres à plat de 2,5 litres, en porte-à-faux arrière, développe 270 chevaux à 8300 tr/min. Parmi les équipages privés courant sur Porsche, on note la présence du pilote local 'Leonidas', secondé par Nicos Zoubroulis.
- Datsun

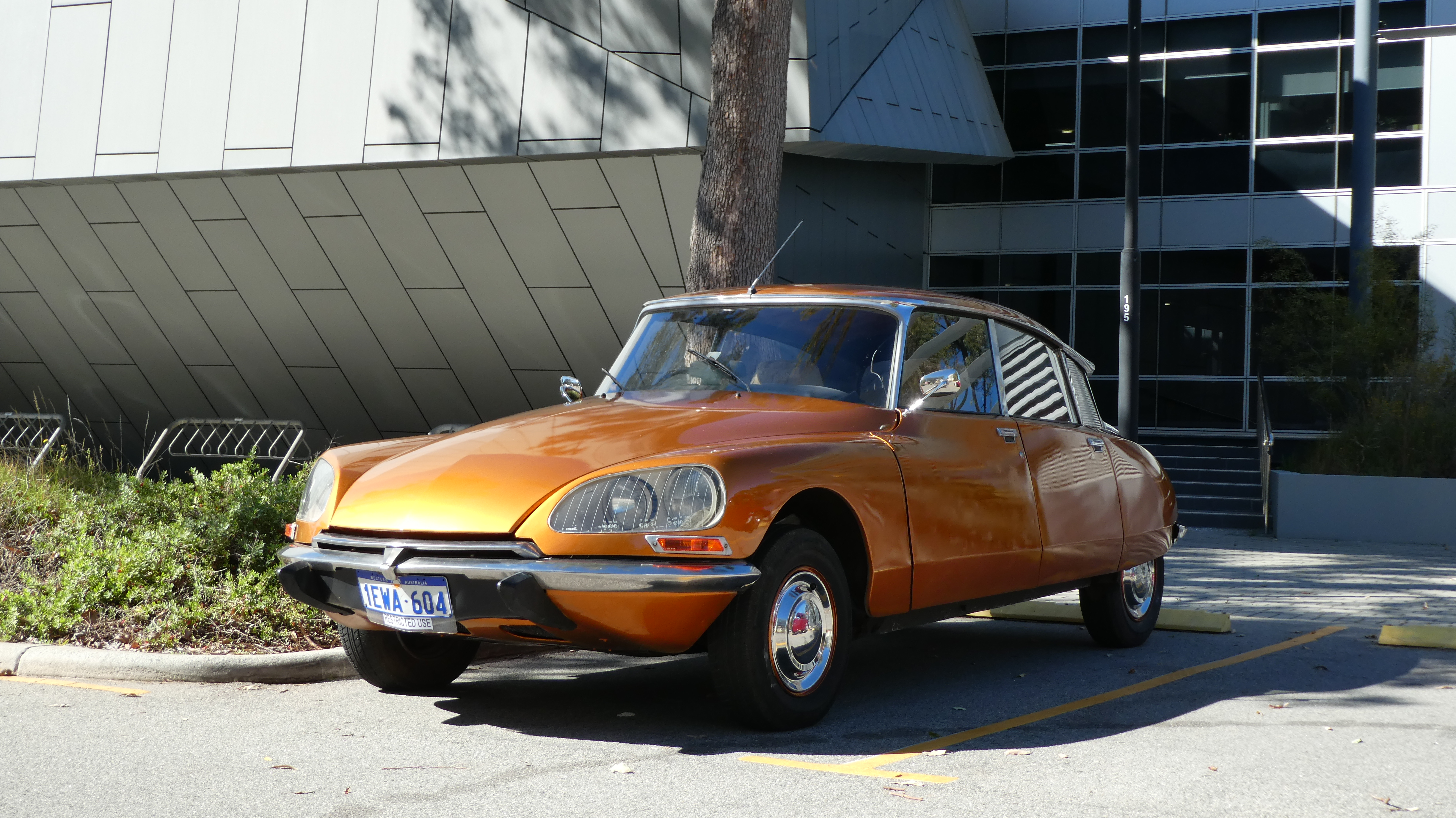
Les deux DS21 Groupe 1 engagées par Citroën Autriche sont pratiquement identiques à ce modèle de série.

Parrainés par Sears Roebuck, Shekhar Mehta et son copilote Paul Easter s'alignent sur un coupé 240 Z Groupe 4. Dotée d'une transmission classique et d'un moteur six cylindres en ligne de 2,5 litres d'environ 220 chevaux, cette voiture pèse 990 kg. Elle utilise des pneus Sears (de fabrication Michelin).
- Citroën

Citroën Autriche a engagé une DS 21 Groupe 2 (moteur quatre cylindres, 2347 cm3), injection électronique, 185 chevaux) pour Richard Bochnicek/Sepp-Dieter Kernmayer et deux DS21 Groupe 1 (2175 cm3, injection électronique, 125 chevaux) pour Walter Lux/Kurt Nestinger et Friedrich Bernard Mann/Helmut Zitta. Les DS pèsent environ 1300 kg et utilisent des pneus Michelin.
- Alpine-Renault

Officiellement absent en Grèce, le constructeur dieppois est représenté par l'équipage privé 'Siroco'/Miltos Andriopoulos, qui dispose d'une berlinette A110 1600 S Groupe 4 (environ 800 kg, moteur arrière, 1596 cm3, 160 chevaux).

## Déroulement de la course

### Première étape

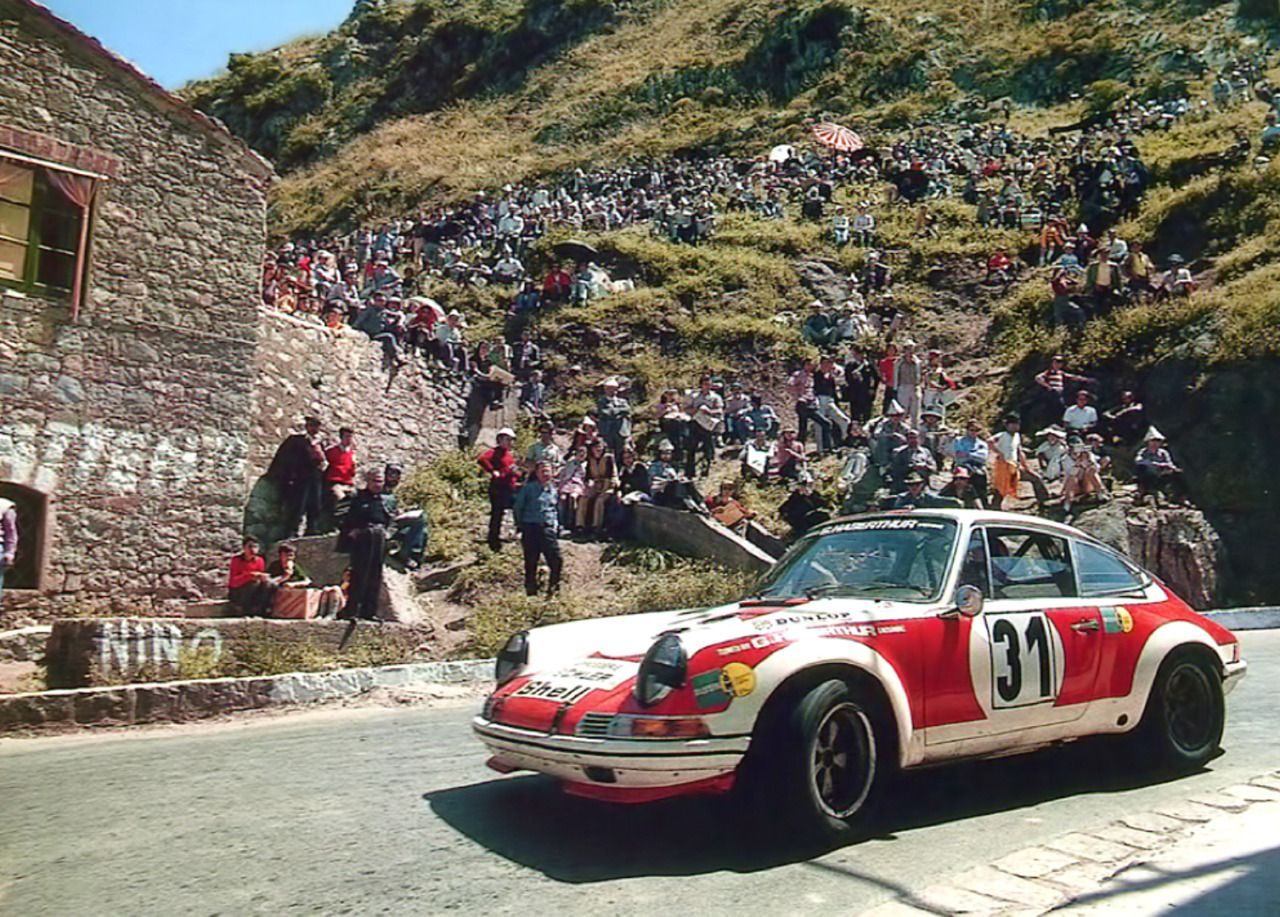
Une Porsche 911 S Groupe 4 semblable à celle de Waldegård. Le pilote suédois dominait la course avant d'être ralenti par une surchauffe du moteur.

Les équipages s'élancent d'Athènes le jeudi, à partir de 0h30. La première partie du parcours, en direction de Thessalonique, ne présente aucune difficulté. Au volant de sa Citroën DS, Richard Bochnicek se montre le plus rapide dans le premier secteur chronométré, devançant de peu la Fiat d'Håkan Lindberg et la BMW de Tony Fall, alors que Stig Blomqvist (sur Saab) est sorti de la route et a perdu près de vingt minutes avant de pouvoir repartir. Bochnicek ne mène cependant pas longtemps la course, un joint de culasse claqué l'obligeant à renoncer deux heures plus tard. Björn Waldegård, sur sa Porsche équipée de pneus de série, le relaie alors en tête. Malgré un certain handicap par rapport à ses adversaires équipés de pneus spéciaux, le pilote suédois conserve le commandement au terme de la première journée, sous la menace des Lancia d'Harry Källström et de Simo Lampinen et de la BMW d'Achim Warmbold. Au cours de a deuxième nuit du rallye, sur les routes difficiles menant à Lamía, Waldegård conserve l'avantage. Malgré huit minutes perdues à cause d'un câble d'accélérateur cassé, Waldegård reste en tête dans le secteur de Vovos mais peu après son moteur commence à chauffer anormalement, l'obligeant à sérieusement ralentir le rythme. Källström prend la première place devant son coéquipier Lampinen mais la pompe à huile du Suédois fonctionne de plus en plus mal et sa Lancia s'arrêtera définitivement avant Loutráki, moteur cassé. La première étape s'achève sans que les organisateurs ne communique de classement provisoire, chaque écurie devant établir ses propres calculs en fonction des résultats des épreuves spéciales et des nombreuses pénalisations routières encaissées par les équipages, les moyennes imposées sur les secteurs de liaison étant pratiquement impossibles à tenir. La Scuderia Lancia estime que son équipage Lampinen/Reinicke possède alors plusieurs minutes d'avance sur la Fiat de Lindberg/Eisendle et la BMW de Warmbold/Dörfler. Waldegård est encore en course mais ses problèmes de refroidissement lui ont fait perdre beaucoup de temps sur la route. Les Saab officielles ont abandonné, Stig Blomqvist et Per Eklund ayant tous deux eu des problèmes de transmission. La Ford Escort de Robin Hillyar est également hors course, le Britannique n'ayant pu respecter les délais, retardé par un problème d'alternateur l'obligeant à rouler de nuit tous feux éteints. Shekhar Mehta a perdu beaucoup de temps à cause d'une erreur au moment de faire le plein, son assistance ayant mis de l'eau dans le réservoir de sa Datsun. Longtemps parmi les meilleurs en Groupe 1, Claude Laurent n'a pu rallier Loutráki, le moteur de sa BMW n'ayant pas tenu, et c'est l'Opel de Roland Fiat qui est désormais en tête dans cette catégorie.

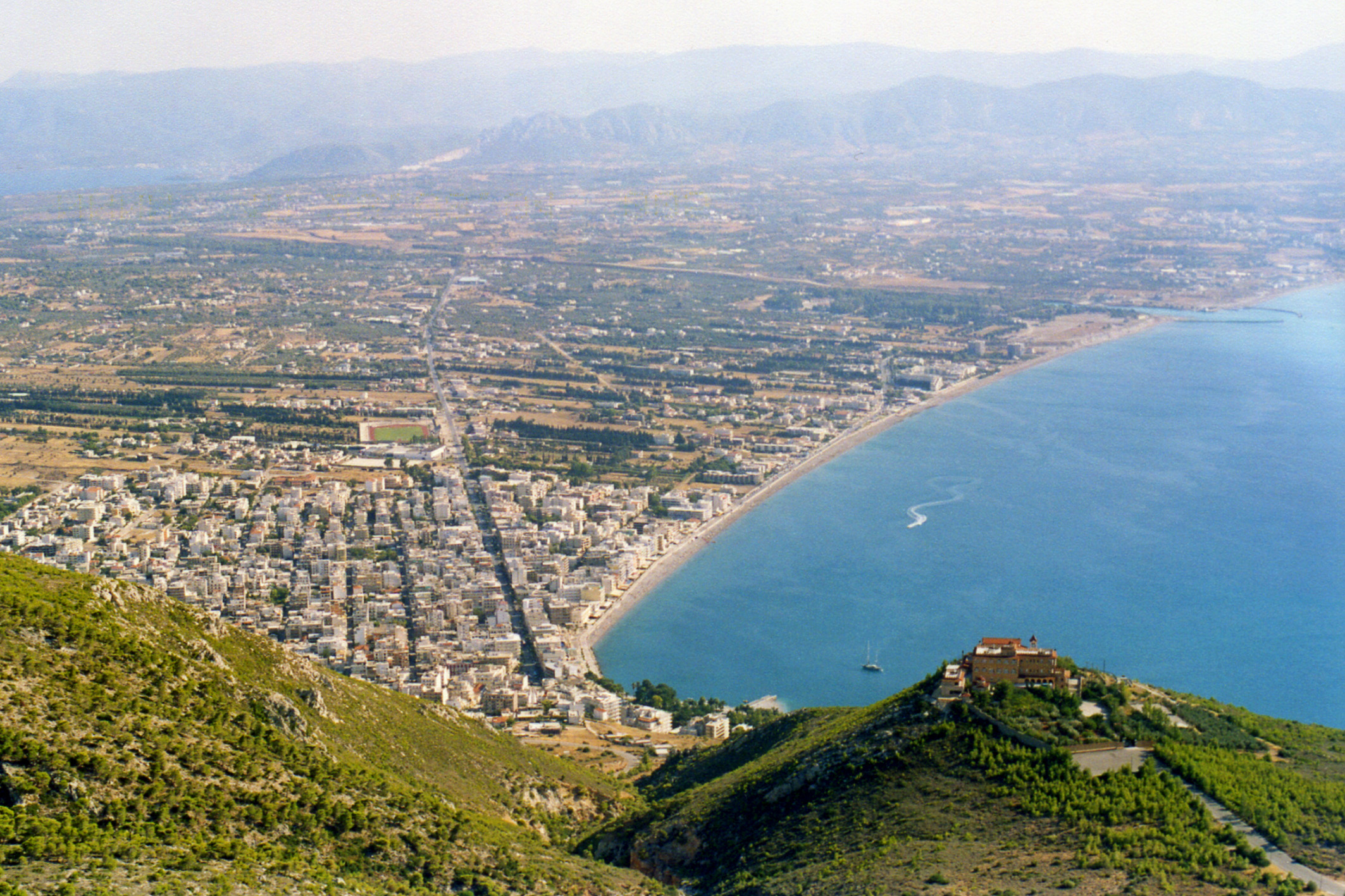
La halte de Loutráki permet aux concurrents de bénéficier de douze heures de repos.

| Pos. | Pilote          | Copilote             | Voiture                | Groupe |
| ---- | --------------- | -------------------- | ---------------------- | ------ |
| 1    | Simo Lampinen   | Bo Reinicke          | Lancia Fulvia coupé HF | 4      |
| 2    | Håkan Lindberg  | Helmut Eisendle      | Fiat 124 Spider        | 4      |
| 3    | Achim Warmbold  | Hans-Joachim Dörfler | BMW 2002 Ti            | 2      |
| 4    | Hannu Mikkola   | Henry Liddon         | Ford Escort RS1600     | 2      |
| 5    | Björn Waldegård | Fergus Sager         | Porsche 911 S          | 4      |
| 6    | Rauno Aaltonen  | John Davenport       | BMW 2002 Ti            | 2      |

### Deuxième étape
Après douze heures de repos, les équipages repartent le samedi matin, à six heures, pour une boucle dans le Péloponnèse. Hannu Mikkola, qui pouvait viser une place sur le podium, abandonne rapidement, un demi-arbre de son escort cassant au départ de la première épreuve spéciale de la journée. Aaltonen abandonne peu après, différentiel cassé sur sa BMW. Waldegård n'ira pas beaucoup plus loin, le moteur de sa Porsche n'ayant pas tenu la distance. Pensant disposer d'une confortable avance sur ses adversaires, Lampinen ne prend aucun risque sur les secteurs de liaison, alors que Lindberg s'efforce de respecter les temps impartis. Warmbold se montre très rapide dans les tronçons chronométrés, et se rapproche des deux premiers. Les difficultés augmentent au cours de la journée et seulement treize voitures vont rallier Athènes, le soir. La course n'est cependant pas totalement terminée, les organisateurs ayant prévu une dernière épreuve chronométrée le dimanche matin, une course en circuit sur l'aéroport de Tatoi. Celle-ci n'aura aucune incidence sur le classement. L'équipe Lancia pense avoir gagné le rallye mais quelques heures après l'arrivée les organisateurs publient le classement officiel, donnant la victoire à la Fiat de Lindberg, la Lancia de Lampinen étant classée deuxième à un peu plus d'une demi-minute. Les deux minutes de pénalisation supplémentaires encaissées par Lampinen le samedi lui ont coûté la première place ! Auteur d'une très belle fin de course, Warmbold termine troisième et s'impose en Groupe 2, tandis que Fiat (neuvième au classement général), remporte le Groupe 1.

### Classement général

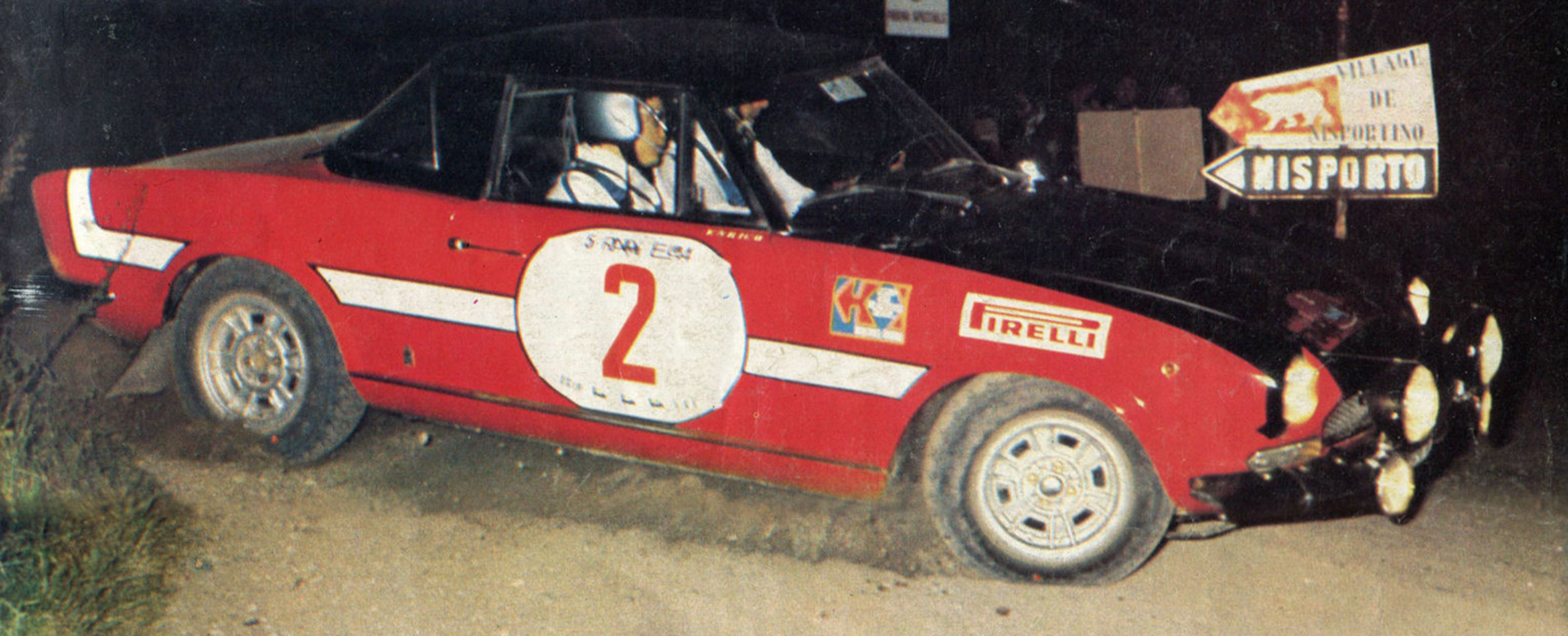
La Fiat 124 Spider Groupe 4 de Luciano Trombotto (vue ici au rallye de l'île d'Elbe). Le pilote italien s'est classé 4e en Grèce, son coéquipier Håkan Lindberg ayant remporté la victoire sur une voiture identique.

| Pos | No | Pilote            | Copilote             | Voiture                | Temps             | Écart               | Groupe |
| --- | -- | ----------------- | -------------------- | ---------------------- | ----------------- | ------------------- | ------ |
| 1   | 4  | Håkan Lindberg    | Helmut Eisendle      | Fiat 124 Spider        | 6 h 18 min 18 s 0 |                     | 4      |
| 2   | 7  | Simo Lampinen     | Bo Reinicke          | Lancia Fulvia coupé HF | 6 h 18 min 41 s 4 | + 23 s 4            | 4      |
| 3   | 10 | Achim Warmbold    | Hans-Joachim Dörfler | BMW 2002 Ti            | 6 h 19 min 59 s 0 | + 1 min 41 s 0      | 2      |
| 4   | 1  | Luciano Trombotto | Maurizio Enrico      | Fiat 124 Spider        | 6 h 26 min 12 s 4 | + 7 min 54 s 4      | 4      |
| 5   | 8  | Tony Fall         | Mike Wood            | BMW 2002 Ti            | 6 h 27 min 17 s 0 | + 8 min 59 s 0      | 2      |
| 6   | 2  | Shekhar Mehta     | Paul Easter          | Datsun 240Z            | 7 h 03 min 06 s 0 | + 44 min 48 s 0     | 4      |
| 7   | 5  | Alberto Smania    | Arturo Zanuccoli     | Fiat 124 Spider        | 7 h 08 min 47 s 9 | + 50 min 29 s 9     | 4      |
| 8   | 19 | 'Siroco'          | Miltos Andriopoulos  | Alpine A110 1600 S     | 7 h 32 min 16 s 7 | + 1 h 13 min 58 s 7 | 4      |
| 9   | 30 | Roland Fiat       | Alain Beauchef       | Opel Ascona 1.9 SR     | 8 h 04 min 32 s 3 | + 1 h 46 min 14 s 3 | 1      |
| 10  | 32 | Âli Sipahi        | Oral Tan             | BMW 2002 Ti            | 8 h 14 min 36 s 5 | + 1 h 56 min 18 s 5 | 1      |

### Équipages de tête
- début de 1re étape :  Richard Bochnicek -  Sepp-Dieter Kernmayer (Citroën DS 21)
- au cours de la 1re étape : Björn Waldegård -  Fergus Sager (Porsche 911 S)
- au cours de la 1re étape :  Harry Källström -  Gunnar Häggbom (Lancia Fulvia coupé HF)
- de la fin de la 1re étape et début de la 2e étape :  Simo Lampinen -  Bo Reinicke (Lancia Fulvia coupé HF)
- fin de la 2e étape :  Håkan Lindberg -  Helmut Eisendle (Fiat 124 Spider)

- Note : les organisateurs ont publié le résultat final, tenant compte des pénalisations routières, le lendemain de l'arrivée et n'ont pas communiqué les classements provisoires après chaque épreuve spéciale[6].

### Vainqueurs d'épreuves spéciales
- Björn Waldegård -  Fergus Sager (Porsche 911 S) : 10 spéciales (ES 4, 6, 8, 9, 11, 12, 14, 17, 18, 21)
- Achim Warmbold -  Hans-Joachim Dörfler (BMW 2002 Ti) : 8 spéciales (ES 7, 13, 15, 24, 33, 34, 36, 38)
- Simo Lampinen -  Bo Reinicke (Lancia Fulvia coupé HF) : 7 spéciales (ES 19, 23, 25, 27, 28, 30, 31)
- Harry Källström -  Gunnar Häggbom (Lancia Fulvia coupé HF) : 5 spéciales (ES 2, 10, 20, 22, 26)
- Richard Bochnicek -  Sepp-Dieter Kernmayer (Citroën DS 21) : 1 spéciale (ES 1)
- Alberto Smania -  Arturo Zanuccoli (Fiat 124 Spider) : 1 spéciale (ES 3)
- Per Eklund -  Sölve Andreasson (Saab 96 V4) : 1 spéciale (ES 19)
- Hannu Mikkola -  Henry Liddon (Ford Escort RS1600) : 1 spéciale (ES 25)
- Tony Fall -  Mike Wood (BMW 2002 Ti) : 1 spéciale (ES 29)
- Håkan Lindberg -  Helmut Eisendle (Fiat 124 Spider) : 1 spéciale (ES 32)

## Résultats des principaux engagés

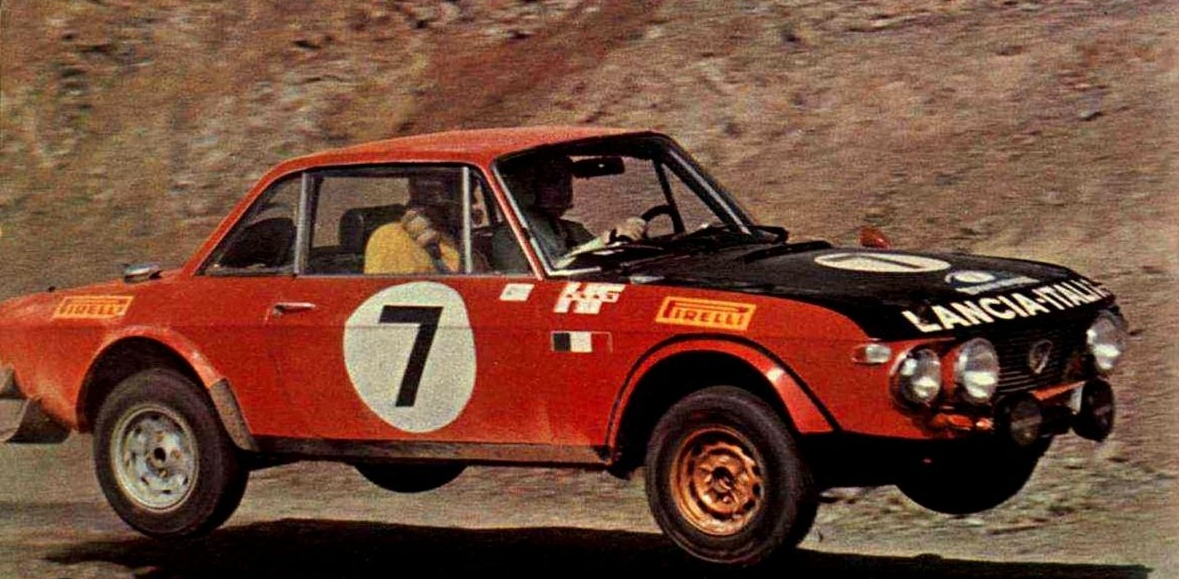
La Lancia Fulvia HF Groupe 4 de Simo Lampinen a terminé deuxième de l'épreuve.

| No | Pilote                 | Copilote              | Voiture                | Groupe | Classement général                        | Class. groupe |
| -- | ---------------------- | --------------------- | ---------------------- | ------ | ----------------------------------------- | ------------- |
| 1  | Luciano Trombotto      | Maurizio Enrico       | Fiat 124 Spider        | 4      | 4e à 7 min 54 s 4                         | 3e            |
| 2  | Shekhar Mehta          | Paul Easter           | Datsun 240Z            | 4      | 6e à 44 min 48 s 0                        | 4e            |
| 3  | Björn Waldegård        | Fergus Sager          | Porsche 911 S          | 4      | ab. dans la 2e étape (moteur)             | -             |
| 4  | Håkan Lindberg         | Helmut Eisendle       | Fiat 124 Spider        | 4      | 1er                                       | 1er           |
| 5  | Alberto Smania         | Arturo Zanuccoli      | Fiat 124 Spider        | 2      | 7e à 50 min 29 s 9                        | 5e            |
| 6  | Harry Källström        | Gunnar Häggbom        | Lancia Fulvia coupé HF | 4      | ab. dans la 1re étape (moteur)            | -             |
| 7  | [[]]                   | Bo Reinicke           | Lancia Fulvia coupé HF | 4      | 2e à 23 s 4                               | 2e            |
| 8  | Tony Fall              | Mike Wood             | BMW 2002 Ti            | 2      | 5e à 8 min 59 s 0                         | 2e            |
| 9  | Per Eklund             | Sölve Andreasson      | Saab 96 V4             | 2      | ab. dans la 1re étape (différentiel)      | -             |
| 10 | Achim Warmbold         | Hans-Joachim Dörfler  | BMW 2002 Ti            | 2      | 3e à 1 min 41 s 0                         | 1er           |
| 11 | Hannu Mikkola          | Henry Liddon          | Ford Escort RS1600     | 2      | ab. dans la 2e étape (demi-arbre)         | -             |
| 12 | Stig Blomqvist         | Arne Hertz            | Saab 96 V4             | 2      | ab. dans la 1re étape (boîte de vitesses) | -             |
| 14 | Rauno Aaltonen         | John Davenport        | BMW 2002 Ti            | 2      | ab. dans la 2e étape (différentiel)       | -             |
| 15 | Claude Laurent         | Dominique Laurent     | BMW 2002 Ti            | 1      | ab. dans la 1re étape (moteur)            | -             |
| 16 | Richard Bochnicek      | Sepp-Dieter Kernmayer | Citroën DS 21          | 2      | ab. dans la 1re étape (joint de culasse)  | -             |
| 17 | Jean-Pierre Gaillardon | Pierre Thimonier      | Renault 12 Gordini     | 2      | Forfait                                   | -             |
| 18 | Robert Mucha           | Jech Jaworowicz       | Polski Fiat 125P       | 2      | ab. dans la 1re étape (accident)          | -             |
| 19 | 'Siroco'               | Miltos Andriopoulos   | Alpine A110 1600 S     | 4      | 8e à 1 h 13 min 58 s 7                    | 6e            |
| 20 | Robin Hillyar          | Jim Porter            | Ford Escort RS1600     | 2      | ab. dans la 1re étape (hors délais)       | -             |
| 25 | Andrzej Jaroszewicz    | Andrzej Szulc         | Polski Fiat 125P       | 2      | 11e à 2 h 40 min 37 s 8                   | 3e            |
| 28 | Walter Lux             | Kurt Nestinger        | Citroën DS 21          | 1      | ab. dans la 1re étape (pompe à essence)   | -             |
| 29 | Friedrich Bernard Mann | Helmut Zitta          | Citroën DS 21          | 1      | ab. dans la 1re étape (boîte de vitesses) | -             |
| 30 | Roland Fiat            | Alain Beauchef        | Opel Ascona 1.9 SR     | 1      | 9e à 1 h 46 min 14 s 3                    | 1er           |
| 32 | Âli Sipahi             | Oral Tan              | BMW 2002 Ti            | 1      | 10e à 1 h 56 min 18 s 5                   | 2e            |
| 34 | 'Leonidas'             | Nicos Zoubroulis      | Porsche 911 S          | 4      | ab. dans la 2e étape (hors délais)        | -             |

## Classement du championnat à l'issue de la course
- attribution des points : 20, 15, 12, 10, 8, 6, 4, 3, 2, 1 respectivement aux dix premières marques de chaque épreuve (sans cumul, seule la voiture la mieux classée de chaque constructeur marque des points)[7].
- sur dix épreuves qualificatives prévues pour le championnat international des marques 1972, neuf seront effectivement courues : devant se dérouler du 19 au 24 juin, la 32e édition de la Coupe des Alpes sera annulée, faute d'un nombre suffisant de participants[8].

| Pos. | Marque         | Points | M-C | SUE | SAF | MAR | ACR | ALP | AUT | SAN | PRE | RAC |
| ---- | -------------- | ------ | --- | --- | --- | --- | --- | --- | --- | --- | --- | --- |
| 1    | Lancia         | 67     | 20  | 12  | -   | 20  | 15  |     |     |     |     |     |
| 2    | Porsche        | 45     | 15  | 15  | 15  | -   | -   |     |     |     |     |     |
| 3    | Ford           | 28     | 8   | -   | 20  | -   | -   |     |     |     |     |     |
| 4    | Datsun         | 26     | 12  | -   | 8   | -   | 6   |     |     |     |     |     |
| 5    | Fiat           | 23     | 3   | -   | -   | -   | 20  |     |     |     |     |     |
| 6    | Saab           | 20     | -   | 20  | -   | -   | -   |     |     |     |     |     |
| 7    | BMW            | 18     | -   | 6   | -   | -   | 12  |     |     |     |     |     |
| 8    | Citroën        | 15     | -   | -   | -   | 15  | -   |     |     |     |     |     |
| 9    | Opel           | 14     | 2   | 10  | -   | -   | 2   |     |     |     |     |     |
| 10   | Peugeot        | 12     | -   | -   | 4   | 8   | -   |     |     |     |     |     |
| 11   | Renault        | 10     | -   | -   | -   | 10  | -   |     |     |     |     |     |
| 12   | Alpine-Renault | 7      | 4   | -   | -   | -   | 3   |     |     |     |     |     |